# Hannu Hämäläinen
Hannu Hämäläinen (né le 30 avril 1985 à Hausjärvi) est un athlète finlandais, spécialiste du sprint et du relais.
Médaille de bronze aux Championnats d'Europe juniors 2007 sur relais 4 × 100 m, il est vice-champion de Finlande du 100 m en 2009.
Son meilleur temps est de 10 s 41, obtenu en 2010. Il est finaliste aux Championnats d'Europe d'athlétisme 2010 à Barcelone.